# Bernd Kuschmann
Bernd Kuschmann (* 1941 in Hamburg) ist ein deutscher Schauspieler, Synchronsprecher, Rezitator, Hörbuch- und Hörspielsprecher.

## Leben
Er war in seiner Laufbahn Mitglied der Ensembles am Schauspielhaus Bochum, den Bühnen der Stadt Köln, dem Düsseldorfer Schauspielhaus und von 1983 bis 2006 festes Mitglied im Ensemble der Wuppertaler Bühnen. Hier spielte er unter anderem als Charakterdarsteller die Protagonistenrolle in Nathan der Weise oder in Faust I und II. Kuschmann tritt weiterhin in Gastrollen bei den Wuppertaler Bühnen auf oder wirkt an anderen Spielstätten wie beispielsweise bei den Bad Hersfelder Festspielen mit.

## Filmografie (Synchronisation)

### Zeichentrick/Anime
| Rolle                | Serie                                                   | Jahr      |
| -------------------- | ------------------------------------------------------- | --------- |
| Cornello             | Fullmetal Alchemist: Brotherhood                        | 2009–2010 |
| Torneo Rudman        | Black Cat                                               | 2005–2006 |
| Ryuk                 | Death Note                                              | 2006–2007 |
| Harry MacDowel [Alt] | Gungrave                                                | 2003–2004 |
| Priester Cornello    | Hagane no Renkinjutsushi                                | 2003–2004 |
| Hermann              | Ragnarok the Animation                                  | 2004      |
| Heitarou (Ep 3)      | Samurai Champloo                                        | 2004–2005 |
| Lorenz Kiel          | Shin Seiki Evangelion Gekijouban: Shi to Shinsei        | 1997      |
| Keel Lorentz         | Shin Seiki Evangelion Gekijouban: The End of Evangelion | 1997      |
| Ito                  | Witchblade                                              | 2006      |

## Sonstiges Schaffen
Folgende Auflistung ist lediglich exemplarisch:

### Rezitationen
- „Mein Auge tränt. Die ach so verehrte Kostbarste – ich sah sie zerrissen“[4]
- „Apokalypse – Gottes zorniges Endgericht?“[5]

### Hörbücher
- „Im Banne der Runen“[6]
- „Parzival“[7]

### Hörspiele
- „Froschmänner im Einsatz / Hafenpolizei“, „Kidnapper, gejagt von Scotland Yard“, „der Schweinehirt“[8]